# 槓上富家女
《槓上富家女》（英語：Uptown Girls）是一部2003年美國喜劇電影，由鮑茲·亞金執導，布蘭妮·墨菲、達科塔·芬妮、海瑟·洛克萊、瑪莉·雪登、唐諾·法森和杰西·斯宾塞主演。該片由編劇茱莉亞·達爾、莫·奧格羅德尼克和麗莎·大衛朵威茲根據艾利森·雅各创作的故事改編，講述了著名搖滾音樂家天真的女兒在得知自己的遺產被侵吞後，给一名早熟的疑病症女孩当褓姆的故事。這部電影是墨菲最具代表性的角色之一。

## 剧情
茉莉·岡恩是一位慷慨、自由奔放的年輕女子，靠著已故搖滾明星父親湯米·岡恩充足的信託基金生活。茉莉還是個孩子時，湯米·岡恩與茉莉的母親一起在飛機失事中喪生。茉莉在她最好的朋友休伊和英格麗为她舉辦的生日派對上，愛上了歌手尼爾·福克斯。茉莉和尼爾在她的公寓裡度过了几个激情的日夜，直到尼爾突然離開，說他不能成為她混亂生活的一部分。更不幸的是，她發現父親的會計師挪用了她的錢，使她身無分文，無家可歸。她搬去和英格麗住在一起，條件是茉莉要找到工作。
她開始给八歲的羅蘭·史蘭妮（昵称「蕾」）當褓姆。蕾表現出強迫性疑病症行為，母親若瑪是一位富有的音樂高管，完全不參與女兒的生活。蕾的父親因中風陷入昏迷，正在家中接受私人護士的治療，導致蕾必須壓抑自己的情緒，保持嚴格的生活秩序。蕾喜歡芭蕾舞，但拒絕自由舞步，經常引用米哈伊尔·巴里什尼科夫的話，强調打好基礎是很重要的。茉莉想要向她展示如何獲得樂趣，起初導致了她們之間的衝突，但最終蕾開始放下戒备。
茉莉繼續追求尼爾，留著他的幸運夾克，希望能再次見到他。一次烘烤事故後，茉莉引發火災，燒毀了尼爾的夾克。她为了修復損壞的地方，重新設計了夾克，但尼爾看到後就與茉莉分手了，堅持認為他必須專注於他的音樂事業，沒有時間陪她胡闹。不久之後，他與若瑪签下了唱片合約，製作了一部熱門音樂影片，其中收錄了茉莉啟發他創作的歌曲，同時他還穿著茉莉製作的夾克。茉莉感到厭惡，同意了英格麗的建議，賣掉自己的財產，證明自己已經長大了。然而，一場爭吵後，英格麗把茉莉趕了出去，茉莉搬去和休伊住在一起。一天晚上，茉莉再次與尼爾爭吵，感到受到傷害。茉莉在休伊的公寓感到孤獨，便睡在蕾的住處，早上發現尼爾已经和若瑪睡过了。
茉莉帶蕾去康尼島，解釋說當父母去世後，她跑到康尼島坐旋轉茶杯。茉莉和蕾之間萌芽的友誼繼續發展，她鼓勵蕾與昏迷的父親交談，承諾這有助於他康復。然而，蕾的父親第二天就去世了，蕾命令若瑪解僱茉莉。在若瑪的辦公室裡，茉莉責備她在情感上忽視了蕾。離開時，茉莉遇到了尼爾，尼爾請求和解，說茉莉是他的缪斯。茉莉拒絕了他，責備他只在他自己方便的時候才關心她。蕾離家出走，若瑪懇求茉莉找到她。茉莉在康尼島找到了正坐旋轉茶杯的蕾。雖然蕾對茉莉燃起她的希望感到憤怒，但她還是倒在茉莉的懷抱中哭泣，終於接受了悲傷。
茉莉決定掌控自己的生活，接受蕾的建議，將已故父親的吉他收藏品拍賣給一位匿名买家，她終於能夠買得起自己的公寓。在蕾父親的守靈儀式上，茉莉遇到了其他音樂家，他們在看到尼爾影片中的夾克後請她替他們設計衣服。她和英格麗也和好了，茉莉也找蕾道了歉。她承諾與蕾保持朋友關係，在意識到自己的時尚天賦後決定進入設計學校就讀。
茉莉很晚才赶到蕾的表演现场，看到蕾穿着自己为她设计的芭蕾舞裙，茉莉很高兴。蕾在尼尔的伴奏下跳起了自由舞，唱起了“微笑的茉莉”，这是她小时候父亲为她写的一首歌。他用湯米·岡恩的木吉他弹奏，而其余的芭蕾舞演员则用她父亲收藏的其他吉他跳舞，原來他就是那个匿名买家。蕾在画外音中说，每個故事都有結局，但在現實生活中，每個結局都是新的開始。

## 演员
- 布蘭妮·墨菲 饰 茉莉·岡恩
- 達科塔·芬妮 饰 「蕾」羅蘭·史蘭妮
- 瑪莉·雪登 饰 英格麗
- 唐諾·法森（英语：Donald Faison） 饰 休伊
- 杰西·斯宾塞 饰 尼爾·福克斯
- 奧斯汀·彭德爾頓（英语：Austin Pendleton） 饰 麥康吉先生
- 海瑟·洛克萊 饰 若瑪·史蘭妮
- 蓓兒·詹姆斯（英语：Pell James） 饰 茱莉
- 溫特·庫爾曼 饰 荷麗
- 艾米·科布 饰 凱莉
- 瑪絲琳·胡戈（英语：Marceline Hugot） 饰 护士
- 費舍·斯蒂文斯 饰 葬禮来客

此外，布萊恩·傅利曼、露西·薩羅揚、纳斯、卡门·伊莱克特拉、馬克·麥格拉斯、戴夫·納瓦羅和鄧肯·謝克也作為名人來客出現在葬禮現場。

## 票房
該片在美國首映票房排名第五，首映週末共2,495塊銀幕收穫了11,277,367美元的票房收入。該片在影院上映了19週，在美國的總票房為37,182,494美元，國際票房為7,434,848美元，全球總票房為44,617,342美元 。